# Cichawka
Cichawka – wieś w Polsce położona w województwie małopolskim, w powiecie bocheńskim, w gminie Łapanów.
Wieś królewska starostwa lipnickiego, położona była w drugiej połowie XVI wieku w powiecie szczyrzyckim województwa krakowskiego. W latach 1975–1998 miejscowość administracyjnie należała do województwa tarnowskiego.

## Położenie geograficzne
Cichawka położona jest na Pogórzu Wiśnickim w dolinie potoku Cichawka (prawy dopływ Stradomki). Miejscowość rozłożyła się na bardziej łagodnych stokach po północnej stronie koryta tego potoku. Od południowej strony nad potokiem wznosi się bardzo stroma i wysoka skarpa stanowiąca naturalną granicę z Trzcianą. Od wschodniej strony Cichawka sąsiaduje z Leszczyną, od zachodniej z Wieruszycami, od północnej duży kompleks leśny (Kacza Góra i las Wichraż) oddziela ją od Sobolowa i Woli Nieszkowskiej.

## Części wsi
| SIMC    | Nazwa         | Rodzaj    |
| ------- | ------------- | --------- |
| 0823061 | Dział         | część wsi |
| 0823078 | Kacza Góra    | część wsi |
| 0823084 | Na Dole       | część wsi |
| 0823090 | Wichraż       | część wsi |
| 0823109 | Za Działem    | część wsi |
| 0823115 | Za Folwarkiem | część wsi |